# 華山派
華山派是道教的支派。以華山為主要據點而得名，主要可分為兩種，一是唐宋時的华山派，或老华山派，以宋代陈抟為代表人物，與文始派（又稱隱仙派）和樓觀道號為古代三大流派。共同以以“关尹子”尹喜为宗祖。尹喜，字公度，戰國時秦人，生卒年不詳，約與老子同時。
另一是全真道內部繁衍出七個支派之一，為廣寧子郝大通所創，由其弟子范圆曦、王志谨等進一步傳播，以华山為主要據點。

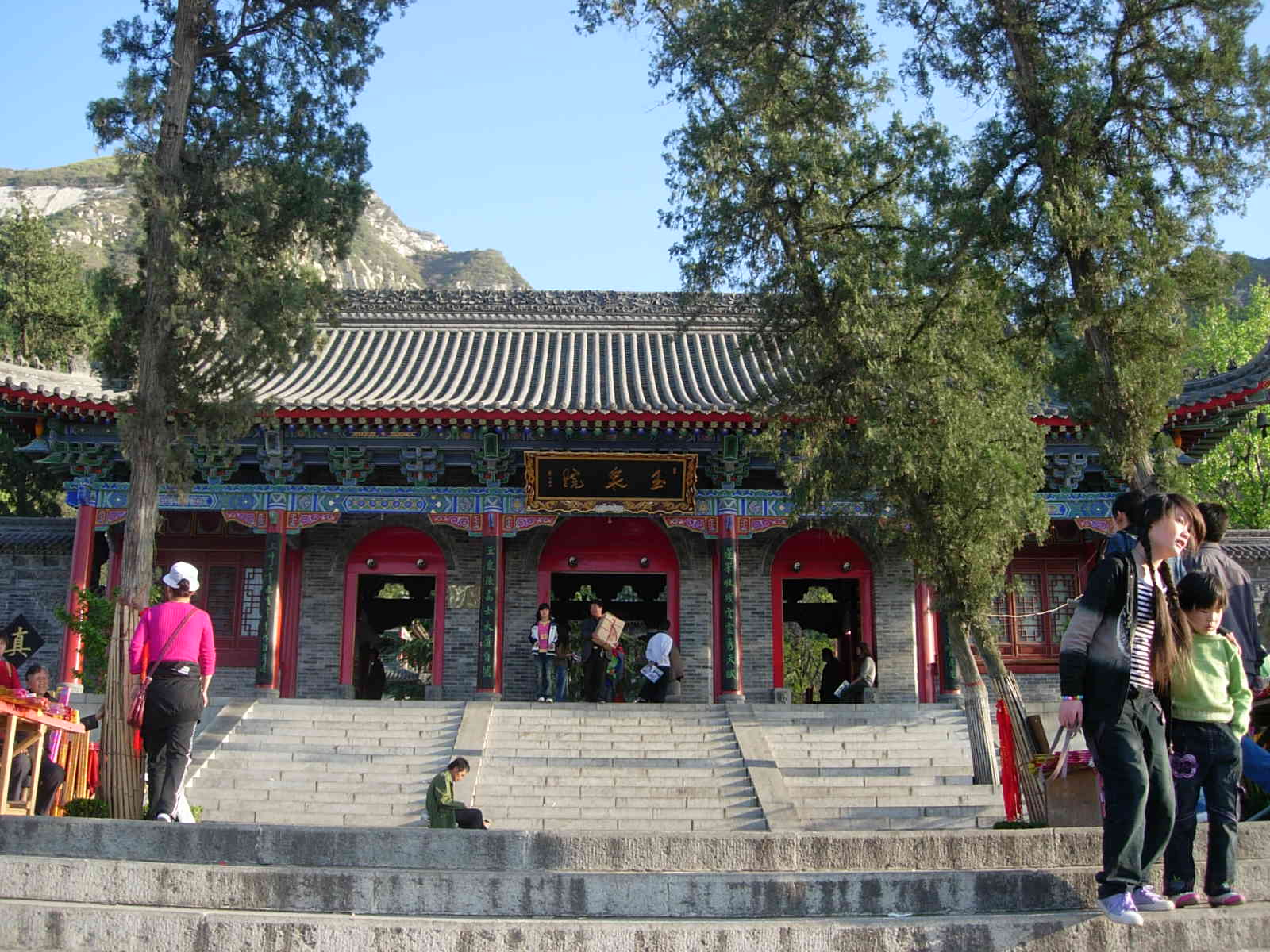
華山派祖庭

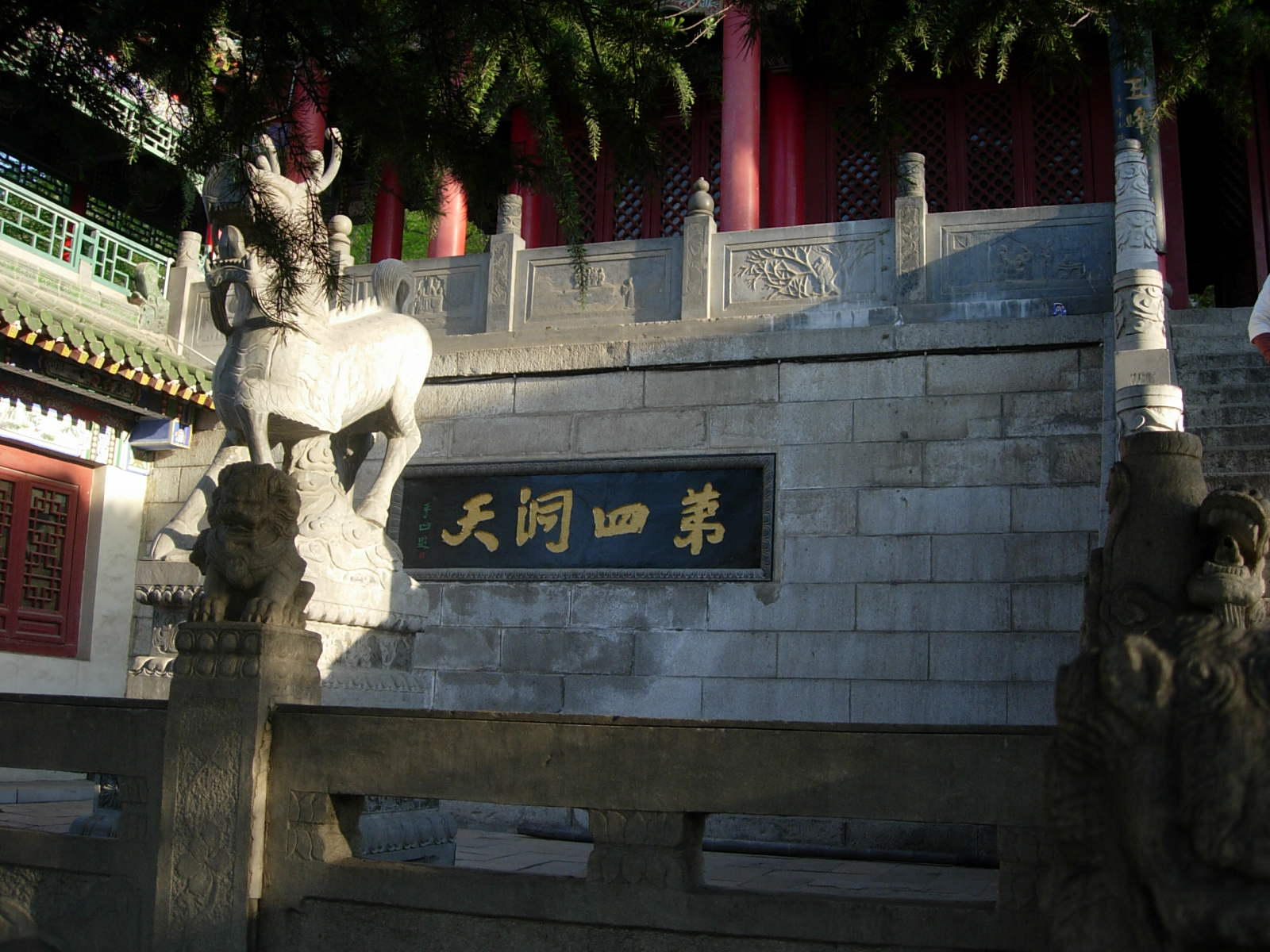
華山為道教第四洞天

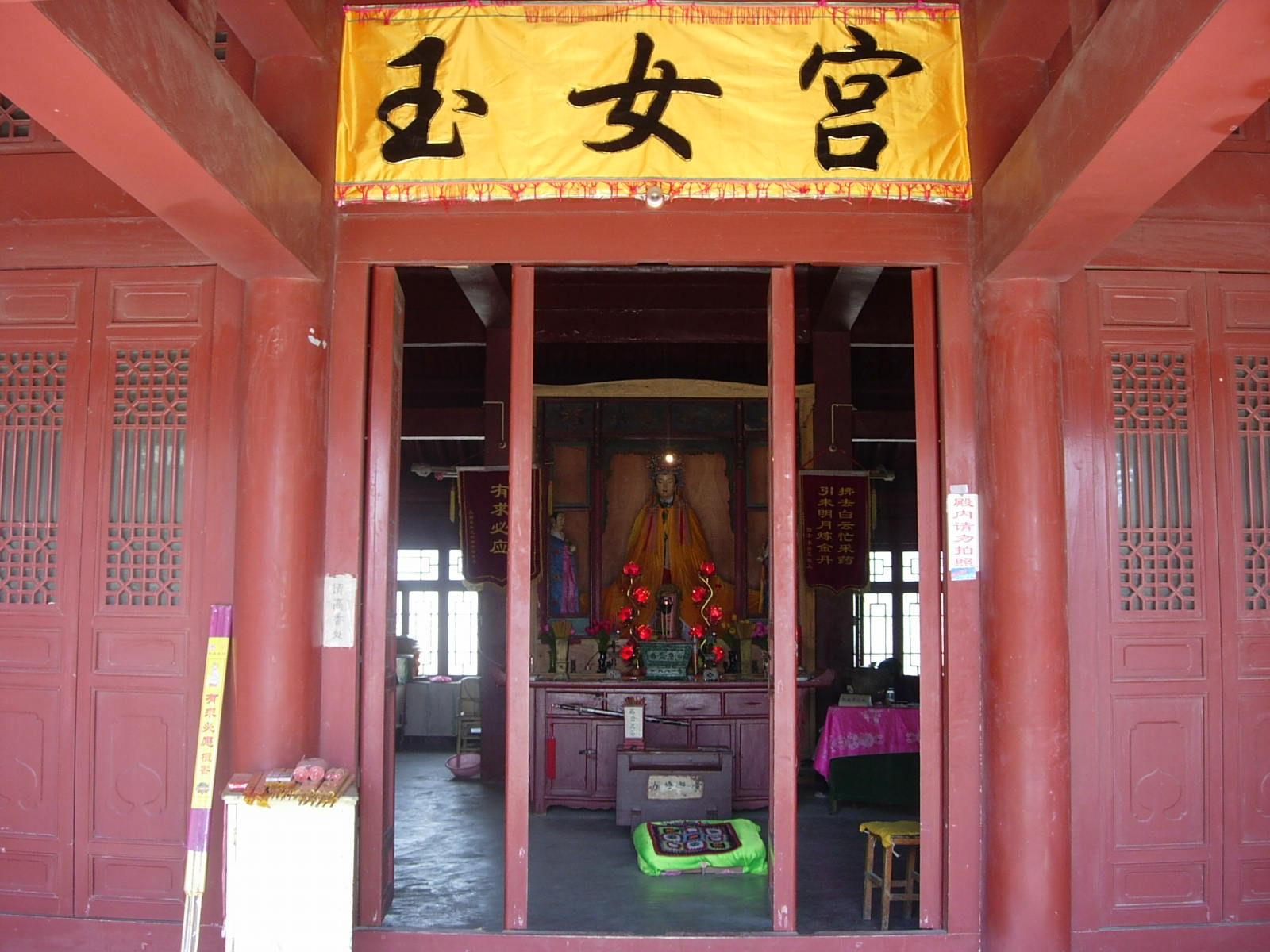
中峰玉女峰

华山派也常在金庸、古龙等的武俠小說中出现。

## 歷史
宋代由於陳摶與華山的關係，使華山在道教史上的地位更為突出。陳摶作為一個道教學者，他的思想對後來的道教和儒家思想都有很大影響，他在道教史上是有一定地位的。陳摶久居華山，留有希夷峽，希夷洞、洞夷祠等很多遺跡。相傳他和宋太祖在華山下棋，宋太祖將華山輸給了他。他的弟子賈得升、張無夢及再傳弟子陳景元都是宋代有名的道士。道教中的「老華山派」至今尊奉陳摶為自己的祖師。
金元時，王重陽創建全真道派，主張道士出家、茹素、不娶妻。王重陽的弟子邱長春(長春子丘處機)則始建道教叢林制度。自全真道興起時，華山即是全真道場。王重陽的弟子王處一，譚處端、郝大通都在華山長期居住過。王處一號玉陽，自號蓮峰逸士。居華山修道，曾撰《華山誌》一卷，開全真崳山派。郝大通號廣寧子，開創全真華山派，其弟子有王志謹、玄通子等。
元朝道士賀志真字元希，曾師呂通明、白雲綦學道，後於太華之顛鑿朝元洞。據《創修大朝元洞碑》中記有賀志真開華山派，其本人為第一代。碑陰刊有賀志真師呂通明、白雲綦，祖師邱長春及其弟子的道號。賀志真的華山派與郝大通的華山派有何關係尚不清楚，如果從其祖師為邱長春這一點來看，賀志真的華山派應是郝大通華山派的另外一派，因為邱長春和郝大通是師兄弟而不是師徒關係。

## 字輩表
全真華山派的百字「字輩表」。
至一無上道　崇教演全真　沖和德正本　仁義禮智信
嘉祥宗泰宇　萬里復元亨　清靜通玄化　體性悟誠明
養素守堅志　虛靈慧業生　希賢遵祕法　慎修保純貞
敬謹規良善　默功毓秀英　勤能扶世運　積久大丹成
永建根基厚　仙瀛書盛名　圓滿光華照　雲天慶上升

## 武俠小説的華山派

### 金庸筆下
華山派為金庸武俠小說中的數個武術門派之一。

#### 歷史
《倚天屠龍記》中（元末明初），與少林派、武當派、峨嵋派、崑崙派、崆峒派合稱「六大門派」；
《笑傲江湖》中，與嵩山派、泰山派、衡山派和恆山派並稱五嶽劍派，五派結盟後合稱五嶽派（掌門為時任華山派掌門「君子劍」岳不羣），武林中的地位只略遜於少林派、武當派和日月神教；
《碧血劍》中（明末清初），與峨嵋派、崑崙派、點蒼派稱為「四大劍派」。
- 風氏

華山派開山祖師
《碧血劍》第三回 經年親劍鋏長日對楸枰：| “ | 啞巴擺了一張香案。那老人取出一幅畫，畫上繪的是一個中年書生，空手作個持劍姿式。那老人點了香燭，對著畫像恭恭敬敬的磕了頭，對袁承志道：「這是咱們華山派的開山祖師風祖師爺，你過來磕頭。」 | ” |
- 岳肅、蔡子峯

華山派氣、劍二宗開山祖師
兩人是師兄弟關係，岳肅為師兄，蔡子峯則為師弟，昔年兩人到福建莆田少林寺做客，偷看《葵花寶典》，兩人約定各強記一半內容，卻因後來兩人發現所背誦的內容居然背道而馳，蔡子峯注重招式创立劍宗，岳肅注重内功创立氣宗，從此之後兩派弟子大動干戈，自相殘殺。後來魔教十長老攻上華山，蔡岳二人雙雙斃命，葵花殘本也為魔教所得，此後華山派再無人知曉殘本內容。（連載版中，紫霞功被稱為《葵花寶典》入門，是華山派內關於《葵花寶典》的最後記載）

#### 武學
在武功方面，於明朝最為鼎盛，在《碧血劍》中掌門「神劍仙猿」穆人清被稱為當世第一高手。《笑傲江湖》中，掌門「君子劍」岳不羣和其夫人「華山玉女」寧中則為「正派十大高手」，大弟子令狐冲 （後被逐出師門）更以風清揚所傳之獨孤九劍傲視天下。
- 拳腿
  - 伏虎掌（碧血劍）
  - 混元掌（碧血劍）
  - 劈石拳（碧血劍）
  - 破玉拳（碧血劍）
  - 鐵指訣
  - 豹尾腿（笑傲江湖）
  - 華嶽三神峰
  - 鷹蛇生死搏（倚天屠龍記－鮮于通）
  - 長拳十段錦（碧血劍）

- 剑法
  - 基本剑招：白云出岫、有凤来仪、天绅倒悬、白虹贯日、苍松迎客、金雁横空、无边落木、青山隐隐、古柏森森、钟鼓齐鸣、蕭史乘龍、清風送爽（笑傲江湖）
  - 玉女劍十九式
  - 狂風快劍（劍宗封不平自創）
  - 太岳三青峰（氣宗岳不羣得意絕技）
  - 无双无对‧宁氏一剑（宁中则独创剑技，後來令狐冲在後山洞穴，發現華山派早有此招式，這一劍暗合華山派前輩的劍意，不過前輩的劍招更為樸實、有力）
  - 淑女劍
  - 養吾劍
  - 希夷劍
  - 中平劍
  - 奪命連環三仙劍（剑宗弟子曾以此剑法杀了好几名气宗好手）

- 刀法
  - 反兩儀刀法

- 內功
  - 華山內功（笑傲江湖－風清揚曾提及）
  - 紫霞神功（笑傲江湖－氣宗）
  - 混元功，演化自紫霞神功（碧血劍－穆人清）
  - 抱元勁（碧血劍－穆人清）

### 古龍筆下
在《楚留香傳奇》的《大沙漠》中，曾指華山派與黄山世家互相仇殺，最後被黄山遺孤石觀音盡滅；但在《蝙蝠傳奇》中又出現另一個華山派，掌門為枯梅師太、另有高亞男、華真真等弟子。

## 相關資料
- 門派
- 華山派-紫氣道院
- 國際華山丹道研究學會